# Luther Gulick
Luther Halsey Gulick (Honolulu, 4 dicembre 1865 – Casco, 13 agosto 1918) è stato un insegnante e dirigente sportivo statunitense.
È membro del Naismith Memorial Basketball Hall of Fame dal 1959 in qualità di contributore.
Nel 1891, nel periodo in cui era a capo del dipartimento di educazione fisica dell'International YMCA Training School di Springfield in Massachusetts, Gulick chiese al professor James Naismith di inventare un nuovo gioco che potesse distrarre e divertire gli studenti durante le lezioni invernali di ginnastica. Il gioco che Naismith inventò fu la pallacanestro.
Gulick fu uno dei pionieri del neonato sport, divenendo il primo direttore del Basketball Rules Organization. Diresse l'Amateur Athletic Union Basketball Committee dal 1895 al 1905; fu inoltre membro dello United States Olympic Committee.